# Thomas Cucchi
Pour les articles homonymes, voir Cucchi.
Thomas Cucchi est un archéologue et biologiste français, chercheur du CNRS au laboratoire archéozoologie et archéobotanique (CNRS, Muséum national d'histoire naturelle).
Il est spécialiste de l'émergence de la domestication des animaux, de leur diffusion et de leur évolution. Il utilise les méthodes de morphométrie géométrique qui permettent de quantifier la variabilité morphologique, qu'il applique aux restes fossiles ou subfossiles d'animaux.
Il est également l'auteur de la souris de Chypre (Mus cypriacus).

## Récompense
Il a reçu, en 2013, la médaille de bronze du CNRS